# Quartet de Diàleg Nacional de Tunísia

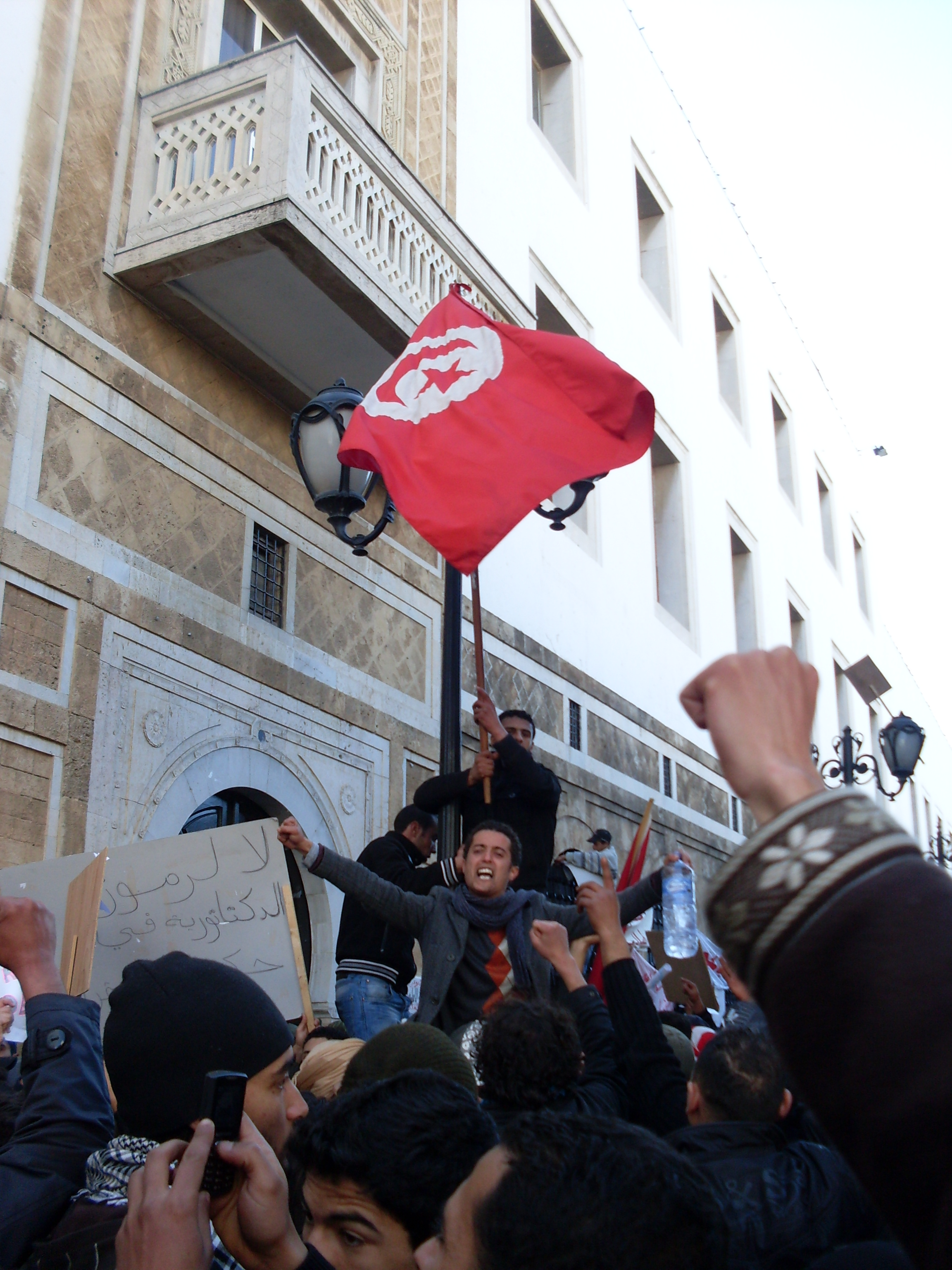
Protestes durant la revolució de Tunísia

El Quartet de Diàleg Nacional de Tunísia és la unió de quatre organitzacions civils tunisianes amb l'objectiu d'establir negociacions entre els partits polítics per garantir la transició de l'Assemblea Nacional de Tunísia de 2011 a un règim de govern democràtic estable després de l'enderrocament del president Zine El Abidine Ben Ali. Està format per la Unió General Tunisiana del Treball, la Unió Tunisiana d'Indústria, Comerç i Artesania, l'Orde d'Advocats de Tunísia i la Lliga Tunisiana dels Drets Humans. Va guanyar el Premi Nobel de la Pau de 2015 per «la seva contribució decisiva en la construcció d'una democràcia plural a Tunísia després de la Revolució del Gessamí de 2011».